# Nödinge-Nol
Nödinge-Nol este un oraș în Suedia.

## Demografie
| \| Evoluția demografică a zonei urbane Nödinge-Nol, 1970–2015 \| Evoluția demografică a zonei urbane Nödinge-Nol, 1970–2015 \| Evoluția demografică a zonei urbane Nödinge-Nol, 1970–2015 \| Evoluția demografică a zonei urbane Nödinge-Nol, 1970–2015 \| Evoluția demografică a zonei urbane Nödinge-Nol, 1970–2015 \| \| --------------------------------------------------------------------------------------- \| ---------------------------------------------------------- \| ---------------------------------------------------------- \| ---------------------------------------------------------- \| ---------------------------------------------------------- \| \| An \| \| \| Locuitori \| \| \| 1970 \| 1970 \| \| 3.566 \| 3.566 \| \| 1975 \| 1975 \| \| 3.998 \| 3.998 \| \| 1980 \| 1980 \| \| 4.039 \| 4.039 \| \| 1990 \| 1990 \| \| 8.311 \| 8.311 \| \| 1995 \| 1995 \| \| 8.695 \| 8.695 \| \| 2000 \| 2000 \| \| 8.873 \| 8.873 \| \| 2005 \| 2005 \| \| 9.077 \| 9.077 \| \| 2010 \| 2010 \| \| 9.822 \| 9.822 \| \| 2015 \| 2015 \| \| 11.117 \| 11.117 \| \| Sursa: SCB - Statistika Centralbyrån, Folkmängden per tätort. Vart femte år 1960 - 2016 \| \| \| \| \| |      |  |           |        |
| Evoluția demografică a zonei urbane Nödinge-Nol, 1970–2015 |      |  |           |        |
| An |      |  | Locuitori |        |
| 1970 | 1970 |  | 3.566     | 3.566  |
| 1975 | 1975 |  | 3.998     | 3.998  |
| 1980 | 1980 |  | 4.039     | 4.039  |
| 1990 | 1990 |  | 8.311     | 8.311  |
| 1995 | 1995 |  | 8.695     | 8.695  |
| 2000 | 2000 |  | 8.873     | 8.873  |
| 2005 | 2005 |  | 9.077     | 9.077  |
| 2010 | 2010 |  | 9.822     | 9.822  |
| 2015 | 2015 |  | 11.117    | 11.117 |
| Sursa: SCB - Statistika Centralbyrån, Folkmängden per tätort. Vart femte år 1960 - 2016 |      |  |           |        |